# Gislain Bulteel
Gislain Bulteel (Ieper, 1555 - aldaar, 10 september 1611) was een Neolatijns dichter.

## Levensloop
Bulteel was het meest bekende lid van een Ieperse familie in de 16de eeuw. Hij was de oudste van de twaalf kinderen van Gislain Bulteel en Anna Lansaem en een kleinzoon van Hendrik Bulteel (†1504), achtereenvolgens gehuwd met Clara de Wilde en Johanna de Hurtere. De Bulteels hadden de heerlijkheid Clyte in eigendom. Hijzelf was getrouwd met Louise de Corteville en ze hadden op hun beurt twaalf kinderen.
Na middelbare studies in Gent, studeerde Gislain Bulteel rechten aan de universiteiten van Leuven, Dôle en Rome. Hij speelde een rol als magistraat in Ieper tijdens de godsdienstoorlogen, waarbij hij als fervent katholiek de zijde van de Spanjaarden verkoos. In 1578 moest hij op de vlucht slaan toen Ieper door de calvinisten werd veroverd. Vanaf 1585 waren de Spanjaarden terug en voortaan speelde Bulteel een eersterangsrol in het Ieperse stadsbestuur. 
Hij werd vooral bekend door de Latijnse verzen die hij publiceerde, hoewel een groot deel van zijn gedichten in handschrift bleven. Zijn biograaf Bakelants beschreef ze als zijnde van hoge kwaliteit.

## Handschrift
- Gis. Bultelii Clytii Hyprensis Carmina, 436 blz., Koninklijke Bibliotheek Brussel.

## Publicaties
- Miscellaneorum Libri Septem
- Divinarum Consolationum Libri sex
- Piorum carnimum Libri IV